# Neuenhauser Kotten
Neuenhauser Kotten ist eine Ortslage in der bergischen Großstadt Solingen. Sie geht auf einen dort befindlichen Schleifkotten zurück.

## Lage und Beschreibung
Neuenhauser Kotten befindet sich im äußersten Westen des Stadtbezirks Burg/Höhscheid nahe der Grenze zu Aufderhöhe. Der Ort liegt östlich des Nachbarorts Nöhrenhaus weitgehend abseits städtischer Bebauung im Pilghauser Bachtal, das sich zwischen dem Katternberger und dem Höhscheider Riedel befindet. Der ehemalige Kotten, der heute als Wohnhaus genutzt wird, befindet sich am Ende der nach ihm benannten Stichstraße, die in Nöhrenhaus von der Nöhrenhauser Straße abzweigt. Dort mündet der von Höhscheid kommende Pilghauser Bach in den Nacker Bach. Nördlich führt ein Wanderweg durch das Pilghauser Bachtal an dem ehemaligen Kotten vorbei.
Benachbarte Orte sind bzw. waren (von Nord nach West): Untenkatternberg, Michelshäuschen, Bernskotten, Neuenhaus, Irler Hof, Schirpenberg, Nöhrenhaus, Nöhrenkotten und Delle.

## Geschichte
Der namensgebende Neuenhauser Kotten, der ursprünglich auch als Wittekotten bezeichnet wurde, wurde als Schleifkotten am Ufer des Pilghauser Bachs errichtet. Sein Name stammt von der nahen Hofschaft Neuenhaus ab. Die Konzession zur Errichtung des Kottens wurde im Jahre 1846 beantragt, er konnte jedoch aufgrund eines Einspruchsverfahrens erst 1847 erbaut werden.
Die Preußische Neuaufnahme von 1892 verzeichnet den Ort als Schlf. In der Karte Stadt- und Landkreis Solingen des Landmessers August Hofacker von 1898 ist der Ort nur abgekürzt als K. verzeichnet. Der Ort gehörte der Bürgermeisterei Höhscheid an, die im Jahre 1856 das Stadtrecht erhielt, und lag dort in der Flur I. Katternberg.
Mit der Städtevereinigung zu Groß-Solingen im Jahre 1929 wurde Neuenhauser Kotten ein Ortsteil Solingens. Der Schleifkotten wurde noch bis in die 1930er Jahre mit Wasserkraft betrieben, danach nur noch elektrisch. Im Jahre 1953 wurde der Schleifbetrieb eingestellt und das Gebäude 1955 in ein Wohnhaus umgewandelt, das an der postalischen Adresse Neuenhauser Kotten 1 noch heute vorhanden ist. Auch der Ortsname ist bis heute im Solinger Stadtplan verzeichnet.